# Las Minas, Morelos
Las Minas är en ort i Mexiko.   Den ligger i kommunen Atlatlahucan och delstaten Morelos, i den sydöstra delen av landet, 60 km söder om huvudstaden Mexico City. Las Minas ligger 1 450 meter över havet och antalet invånare är 837.
Terrängen runt Las Minas är kuperad åt nordost, men åt sydväst är den platt. Runt Las Minas är det tätbefolkat, med 613 invånare per kvadratkilometer. Närmaste större samhälle är Cuautla Morelos, 9,0 km söder om Las Minas. Omgivningarna runt Las Minas är en mosaik av jordbruksmark och naturlig växtlighet.